# フーゴー・ユンカース

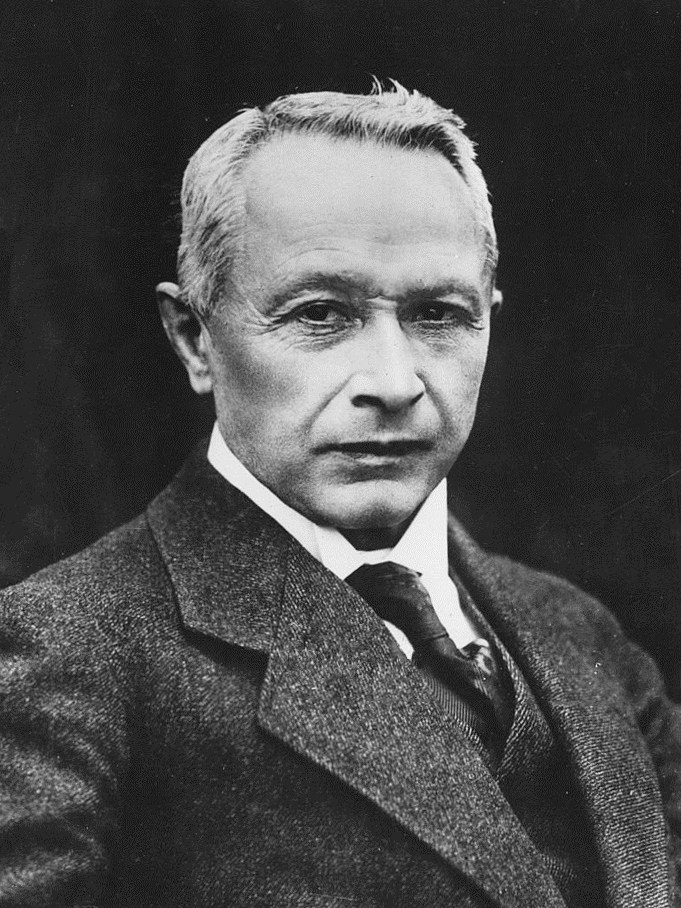
フーゴー・ユンカース

フーゴー・ユンカース（Hugo Junkers、1859年2月3日 - 1935年2月3日）は、ドイツの技術者、発明家、実業家。航空機・内燃機関等のメーカーであるユンカースの創設者であり、全金属製の飛行機、初期の高速ディーゼルエンジン開発の先駆者として知られる。

## 生涯
エンジン技術者として成功を収め、アーヘン工科大学で教鞭を執った経歴もあるが、航空機の世界に関わりだしたのは中年期以降である。
固定翼飛行機の実用化から間もない1900年代後期に、いち早く全てを金属で構築した厚翼単葉構造の特許を申請するなど、先駆的な技術を着想した。第一次世界大戦中には先例の無かった全鋼鉄製の戦闘機を開発、終戦後には世界初の全ジュラルミン製輸送機の開発に成功した。ユンカース式のジュラルミン機体は、軽量さと頑丈さを両立したことで、次世代の全金属モノコック構造が出現する1930年代初頭までは最も先進的な存在であった。自社製機材を運航する航空会社も設立、1920年代にはクラウディウス・ドルニエと、旅客機による大西洋定期航路の構築を競った。
またユニークな対向ピストン式の2ストロークディーゼルエンジン開発に取り組むなど、独創的なエンジニアとして数々の実績を残した。
70歳を超えた晩年までユンカースの開発意欲は旺盛で、固定翼航空機用の高速ディーゼルエンジンの実用化にも取り組んでいた。しかし彼は自由主義的な思想の持ち主であり、アドルフ・ヒトラー率いるナチ党を批判していた。この言動が祟り、ナチス政権が成立するとユンカースは国家弾圧を受け、自ら設立したユンカース社を収奪され、経営からも追放されるに至った。彼は政権の監視下で軟禁生活を強いられながら死去した。

## 略歴
- 1859年 - ノルトライン＝ヴェストファーレン州で誕生
- 1878年から - Charlottenburg, カールスルーヘ、アーヘンの工科大学で研究
- 1888年から1893年 - Dessauer Continental-Gasgesellschaft社で働く
- 1892年 - カロリーメーターの特許取得
- 1893年 - ウィルヘルム・フォン・エッフェルホイザー(Wilhelm von Oechelhauser)との共同開発により、2ストローク対向ピストン式のガスエンジンを開発
- 1895年 - デュッサウにJunkers & Co を設立、ガスエンジンとヒーター製造
- 1897年-1912年 - アーヘン工科大学教授
- 1907年 - 対向ピストン方式を援用したディーゼルエンジンを開発、特許取得
- 1908年 - ユンカースの援助のもとハンス・ライスナーが全金属機の研究開始
- 1910年 - 全翼機の特許
- 1913年、1914年 - 風洞の使用
- 1915年 - J1 金属単葉機飛行
- 1917年から1919年 - フォッカーと提携してJ4の量産
- 1919年 - フォッカー社と提携解消し Junkers Flugzeugwerke AGとなる
- 1919年 - 最初の民間全金属機 F.13 飛行
- 1919年 - "Giant" JG1、全翼旅客機の研究開始
- 1921年 - 連合国により JG1 の破壊を命じられる
- 1921年 - 後にルフトハンザになる"Abteilung Luftverkehr der Junkerswerke"の設立
- 1922年 - モスクワ近郊でドイツ政府の出資により軍用機の製造開始
- 1922年 - 100人乗り旅客機 J-1000 を提案したが、製作されなかった
- 1925年 - ロシアプロジェクトの失敗
- 1926年 - 法的紛争により、いくつかの子会社を失う。
- 1927年 - ヴィルヘルム・エクスナー・メダル受賞
- 1928年 - 最初の東からに西方向の大西洋横断をKöhlと Hünefeldと Fitzmaurice がユンカースW33で成功
- 1931年 - ユンカース G.38 34人乗り旅客機が引き渡された。当時最大級の4発旅客機
- 1932年 - 大恐慌後、諸権利を売却
- 1933年 - ナチス政府がユンカースの特許とユンカース社を支配
- 1934年 - ユンカースは軟禁状態に置かれた
- 1935年 - 死去
- 1995年 - Junkers Thermotechnikは1932年にRobert Bosch に売却されたが創立100周年の記念をおこなった。

## 関連作品
- 「風立ちぬ」（2013年公開のアニメ映画）